# Platepistoma
Platepistoma – rodzaj skorupiaków z infrarzędu krabów i rodziny Cancridae.
Kraby te mają karapaks w obrysie sześciokątny, o długości wynoszącej ¾ największej szerokości. Powierzchnia karapaksu jest wyraźnie podzielona głęboko wciętymi, gładkimi rowkami na gęsto guzkowane i oszczecinione regiony. Krawędź frontalna lekko wystaje przed orbitalne, a łączna długość tych krawędzi wynosi 38–44% największej szerokości karapaksu. Na krawędzi frontalnej znajduje się, włącznie z wewnętrznymi orbitalnymi, 5 kolców, z których środkowy wyrasta niżej niż pozostałe. Po 8–9 małych, oddzielonych do nasady kolców znajduje się na obu krawędziach przednio-bocznych karapaksu. Prawie proste krawędzie tylno-boczne oraz prosta krawędź tylna są obrzeżone, a te pierwsze mogą mieć po jednym kolcu lub być całobrzegie. 
Oszczecinione na zewnętrznej powierzchni szczypce cechuje krótki propodit z kilkoma krótkimi kolcami na krawędzi górnej oraz gładką krawędzią dolną. Na zewnętrznej powierzchni propoditu biegnie 4–5 rzędów ziarenek, a na palcu nieruchomym dwa takie rzędy. Powierzchnie tnące obu palców szczypiec mają tępe zęby, przy czym te na palcu nieruchomym są duże, a te na ruchomym bardzo krótkie.
Do rodzaju tego należą skorupiaki głębokomorskie, rozsiedlone w rejonie Indopacyfiku. Dwa gatunki wymarłe znane są z Japonii, z miocenu.
W sumie należy tu 8 gatunków współczesnych i 2 wymarłe:
- Platepistoma anaglyptum (Balss, 1922)
- Platepistoma balssii (Zarenkov, 1990)
- Platepistoma guezei (Crosnier, 1976)
- †Platepistoma imamurae (Imaizumi, 1962)
- †Platepistoma kaedei (Karasawa, 1990)
- Platepistoma kiribatiense Davie, 1991
- Platepistoma macrophthalmum Rathbun, 1906
- Platepistoma nanum Davie, 1991
- Platepistoma seani Davie et Ng, 2012
- Platepistoma seychellense Davie, 1991